# Fillingsjön, Dalsland
Fillingsjön är en sjö i Bengtsfors kommun i Dalsland och ingår i Göta älvs huvudavrinningsområde. Sjön är 17 meter djup, har en yta på 1,01 kvadratkilometer och är belägen 97,3 meter över havet. Sjön avvattnas av vattendraget Årbolsälven (Gottarsbyälven). Vid provfiske har bland annat abborre, bergsimpa, braxen och gers fångats i sjön.

## Delavrinningsområde
Fillingsjön ingår i det delavrinningsområde (655442-128992) som SMHI kallar för Utloppet av Fillingsjön. Medelhöjden är 110 meter över havet och ytan är 4,03 kvadratkilometer. Räknas de 13 avrinningsområdena uppströms in blir den ackumulerade arean 89,14 kvadratkilometer. Årbolsälven (Gottarsbyälven) som avvattnar avrinningsområdet har biflödesordning 3, vilket innebär att vattnet flödar genom totalt 3 vattendrag innan det når havet efter 207 kilometer. Avrinningsområdet består mestadels av skog (49 procent), öppen mark (12 procent) och jordbruk (13 procent). Avrinningsområdet har 0,99 kvadratkilometer vattenytor vilket ger det en sjöprocent på 24,6 procent.

## Fisk
Vid provfiske har följande fisk fångats i sjön:
- Abborre
- Bergsimpa
- Braxen
- Gärs
- Gädda
- Löja
- Mört
- Nors